# Día Mundial de IPv6 y Lanzamiento Mundial de IPv6

Logotipo del Lanzamiento Mundial de IPv6.

El Día Mundial de IPv6 (en inglés: World IPv6 Day) fue una prueba técnica y un evento publicitario que tuvo lugar en 2011 para promover el despliegue público de IPv6. Fue patrocinado y organizado por la Internet Society y varios proveedores de contenidos.
Tras el éxito del Día Mundial de IPv6, la Internet Society llevó a cabo el Lanzamiento Mundial de IPv6 (en inglés: World IPv6 Launch) el 6 de junio de 2012. Esta vez el objetivo no era realizar pruebas, sino que los participantes desplegaran IPv6 de forma permanente en sus productos y servicios.

## Día Mundial de IPv6
El Día Mundial de IPv6 fue anunciado el 12 de enero de 2011 y las cinco empresas principales fueron: Facebook, Google, Yahoo, Akamai Technologies y Limelight Networks.
El evento empezó a las 00:00 UTC del 8 de junio de 2011 y finalizó a las 23:59 de ese mismo día. La principal motivación del evento era evaluar los problemas de funcionamiento de IPv6, que habían sido identificados en pruebas de laboratorio, en el mundo real. Para este objetivo, durante el Día Mundial de IPv6 las grandes empresas de la web y otros actores de la industria habilitaron IPv6 en sus páginas web principales durante 24 horas. Un objetivo adicional fue motivar a las organizaciones de todo el sector -proveedores de servicios de Internet, fabricantes de hardware, proveedores de sistemas operativos y compañías web- para preparar sus servicios para IPv6, y así asegurar una transición exitosa desde IPv4 cuando se agote el espacio de direcciones.
La prueba consistió principalmente en que las páginas web publicaron sus nombres de dominio, lo cual permitía conectarse usando IPv6 a los equipos que lo soportaban. Aunque los proveedores de servicios de Internet (ISP) fueron animados a participar, no se esperaba que fueran a desplegar nada ese día, solo que aumentaran su disposición a solucionar problemas de soporte técnico. El concepto fue propuesto públicamente por primera vez y ganó impulso en la 2010 Google IPv6 Conference por Cameron Byrne de T-Mobile USA.
Muchas compañías y organizaciones participaron en el experimento, incluyendo los mayores motores de búsqueda, redes sociales,  backbones y redes de entrega de contenidos.

### Participantes
En el Día Mundial de IPv6 hubo más de 400 participantes, incluidos algunos de los sitios más visitados de Internet, redes de entrega de contenidos y varios proveedores de servicios e infraestructuras en Internet incluyendo: Comcast, Google, Yahoo, Facebook, YouTube, Akamai Technologies, Limelight Networks, Microsoft, Vonage, AOL, MapQuest, T-Online, Cisco, Juniper Networks, Huawei, el Departamento de Comercio de Estados Unidos, Mastercard, la BBC y Telmex.

### Resultados
Los principales proveedores de servicios midieron que el porcentaje de tráfico IPv6 respecto a todo el tráfico de Internet aumento desde 0,024 hasta 0,041 contando las pilas nativas y las tunelizadas de forma combinada.
La mayoría del tráfico en las redes de consumo fue hacia los sitios de Google. Demostrando la necesidad de que los proveedores de contenidos de adoptar IPv6 para tener éxito, el mayor aumento fue en realidad la tecnología de transición 6to4.
Los primeros resultados indicaron que el día había pasado siguiendo los planes y sin problemas significativos para los participantes.
Cisco y Google informaron de que no hubo problemas importantes durante las pruebas.
Facebook dijo que los resultados eran alentadores y decidió dejar activado IPv6 en el sitio de los desarrolladores como resultado. Pero el consenso fue que faltaba trabajo por hacer antes de que IPv6 pudiera aplicarse consistentemente.
Los participantes continuaran realizando análisis detallados de los datos obtenidos. Debido a que la mayoría de la infraestructura de Internet ya tiene pilas duales con IPv4 e IPv6, no es sorprendente que muchos de los participantes continúen manteniendo los dos servicios.

## Lanzamiento Mundial de IPv6
Siguiendo el éxito del Día Mundial de IPv6, el experimento fue repetido el 6 de junio de 2012 como el Lanzamiento Mundial de IPv6, esta vez con la intención de dejar IPv6 habilitado de forma permanente en todos los sitios participantes. El evento fue anunciado como "esta vez va en serio" (en inglés: This time, it's for real).

### Participantes
Participaron los que habían participado en el experimento de 2011 y muchos más, incluida la Fundación Wikimedia, que dejó habilitado IPv6 de forma permanente en sus sitios, incluida Wikipedia.

### Resultados
Según Alain Fiocco de Cisco, el contenido web que actualmente recibe aproximadamente el 30% de las visitas debería estar disponible vía IPv6 después del Lanzamiento Mundial de IPv6. El tráfico IPv6 en AMS-IX aumento un 50% en el día del lanzamiento, desde 2 Gbit/s hasta 3 Gbit/s. Este tráfico fue medido por una distribución éter como el 0,4%, mientras que el tráfico IPv4 fue el 99,6% de media en las gráficas diarias y semanales.